# 와카주

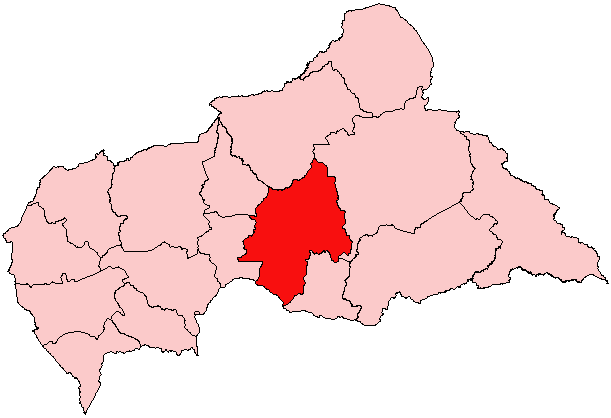
와카 주의 위치

와카주(Ouaka)는 중앙아프리카 공화국 중부에 위치한 주로, 주도는 밤바리이며 면적은 49,900km2, 인구는 224,076명(2003년 기준), 인구밀도는 5명/km2 미만이다. 남쪽으로는 콩고 민주 공화국과 국경을 맞대고 있다.